# غجر مصر
ينقسم الغجر في مصر إلى ثلاثة أقسام هي الغجر، والحلب، والنَوَر، ويطلق عليهم أيضًا الهنجرانية، والتتر، والمساليب.

## التاريخ والأسطورة
يرجع إلى وجود الغجر في مصر إلى ما بين عامي 1546م و1549م، وقد اعتُبروا آنذاك غرباء في أرض مصر.

### قصة الغجر والزير سالم
من أهم معالم تاريخ الغجر ارتباطهم بشخصية الزير سالم، وقصة الزير سالم معروفة لدى جماعات الغجر المختلفة في مصر. وتحكي القصة الصراع الذي دار بين الزير سالم وابن عمه جساس حول رئاسة القبيلة، ويعتقد الغجر أن قائدهم هو جساس، ولذا فهم يدعون أنفسهم «عرب جساس»، ولكنهم لقوا الهزيمة على يد الزير الأقوى، الذي انتصر عليهم بخداعه ثم لعنهم بأن يركبوا الحمير إلى الأبد.

## حياة الغجر
يعيش الغجر في مصر في تجمعات يضم كل منها عددًا من الأسر تتراوح أعدادها بين أسرة أو اثنين وبين مئات الأسر. وطابع الغجر المصريين هو الترحال، كما أن هناك بعض التجمعات المستقرة أو شبه المستقرة التي تمارس التنقل الموسمي، وتكون لها أماكن (قرى عبور) تستقر فيها بعد الترحال بين القرى. ومن نماذج الجماعات المستقرة غجر قرية الروبيات، الذين اختاروا هذه القرية مقرًا أساسيًا لهم لتوسطها بين خمس قرى أخرى.
يعيش الغجر المستقرون في مساكن تتناسب مع المنطقة التي يحلون بها ومع مستواهم المادي، فقد تكون المساكن مشيدة بالطوب الأحمر، أو بالطوب اللبن، أو بالقش والبوص، ويتوسط مساكنهم حوش متسع به الأغنام والكلاب، أما محتويات المنزل فلا تتعدى المعدات الضرورية وبعض الأغطية والأفرشة شديدة القذارة.
ويميل الغجر بصفة عامة إلى السكنى في أطراف القرى، وذلك لعدم ميلهم إلى الاختلاط بالأهالي، أو لإبعاد الأنظار عن أنشطتهم وتحركاتهم.
لا يلجأ الغجر للقانون، بل يحكمهم مجلس يسمى بمجلس المغارمة، ويتولى الفصل في المنازعات، ويتكون من كبير الغجر يعاونه ثلاثة رجال.

## العمل عند الغجر
يعمل الغجر في صناعة المناخل من شعر الخيل، وعمل المسامير والرقص الشعبي وتدريب القرود ـ خاصة من يسكنون منطقة الأزبكية بالقاهرة ـ وأعمال البهلوانات في الموالد، وتعمل نساء الغجر في قراءة الطالع، وتعيش هذه المجموعة في منطقة تسمى «حوش بردق»، كما يقمن بعمل الوشم، ومن أشهر الأعمال التي تمارسها الغجريات الغناء والرقص (ويسمين بالغوازي) والتسول، حيث تقوم المرأة بالتسول بينما ينتظر الرجل عودتها إلى البيت بالنقود والمؤن، وتقوم جماعة النوَر بوجه خاص بالسرقة بطرق متنوعة.

## الزواج عند الغجر
لا يتزوج الغجر من خارجهم ويسمى العريس الغريب «الإفرنجى»، وتدور الكثير من الأغاني التي يغنيها الغجر في أفراحهم عن العشاق الذين أحبوا بنات الغجر ولم يستطيعوا الزواج منهن. ويقاس ثراء الغجرى بعدد زوجاته وعدد قروده، ويرتفع مهر الفتاة الغجرية إلى مائة ألف جنيه لقدرتها على كسب المال بالسرقة والرقص وفتح المندل، ولذلك تقام احتفالات كبرى عند ولادة الأنثى، وتصبغ الغجرية شعرها باللون الأصفر لاعتباره من علامات الجمال.
فمعظم الأغاني التي نغنيها في أفراحنا مليئة بأخبار العشاق الذين أحبوا بنات الغجر ولم يستطيعوا الزواج بهن ، ومن العادات التي أوشكت أن تختفي الآن هي تعدد الزوجات . فحتي وقت قريب مضي كان الغجري يتزوج ثلاثا وأربعا وهن المسئولات عن الإنفاق عليه وعلي الأبناء

## عدد الغجر في مصر
لا يعرف عدد الغجر في مصر على وجه التحديد؛ إذ واجهت الصعوبات كل من حاول إحصاءهم، وقد أرجعوا ذلك في بعض الأوقات إلى أن حكام مصر كانوا يجبرون الغجر على دفع ضريبة الرؤوس، مما حدا بالغجر إلى اتباع طرق الخداع للتهرب من الضريبة، فكانوا يفرون سرًا إلى القرى وأطراف الصحراء. على أن المعوق الأساسي هو أنهم شديدو الشك في الناس، ويفضلون الاحتفاظ بكل جوانب حياتهم سرًا خاصًا بهم، رغبة في التقليل من أعدادهم ببتنصل من الأصل الغجري، ورغبة في عدم إظهار جماعة الغجر كجماعة قوية وكثيرة العدد، مما قد يثير أمامها المتاعب.

## أماكن تركزهم
انتشر الغجر في قرى مصر وصحاريها، وتتركز أعداد ملحوظة منهم في حي غبريال بالإسكندرية، وقرى طهواي بالدقهلية وكفر الغجر بالشرقية وحوش الغجر بسور مجرى العيون بمصر القديمة وقرية سنباط والمقطم وأبو النمرس ومنشية ناصر.
يستوطن محافظة الدقهلية أكثر من 4 آلاف غجرى، حيث يسكن قرية طهواي التابعة لمركز السنبلاوين نحو ألفي غجري، ويسكن نحو 1500 قرية العصيا بطلخا، إضافة إلى 500 غجري متفرقين في المنصورة والجمالية وميت سلسيل يعرفون بالغجر الرحالة.

## معرض الصور

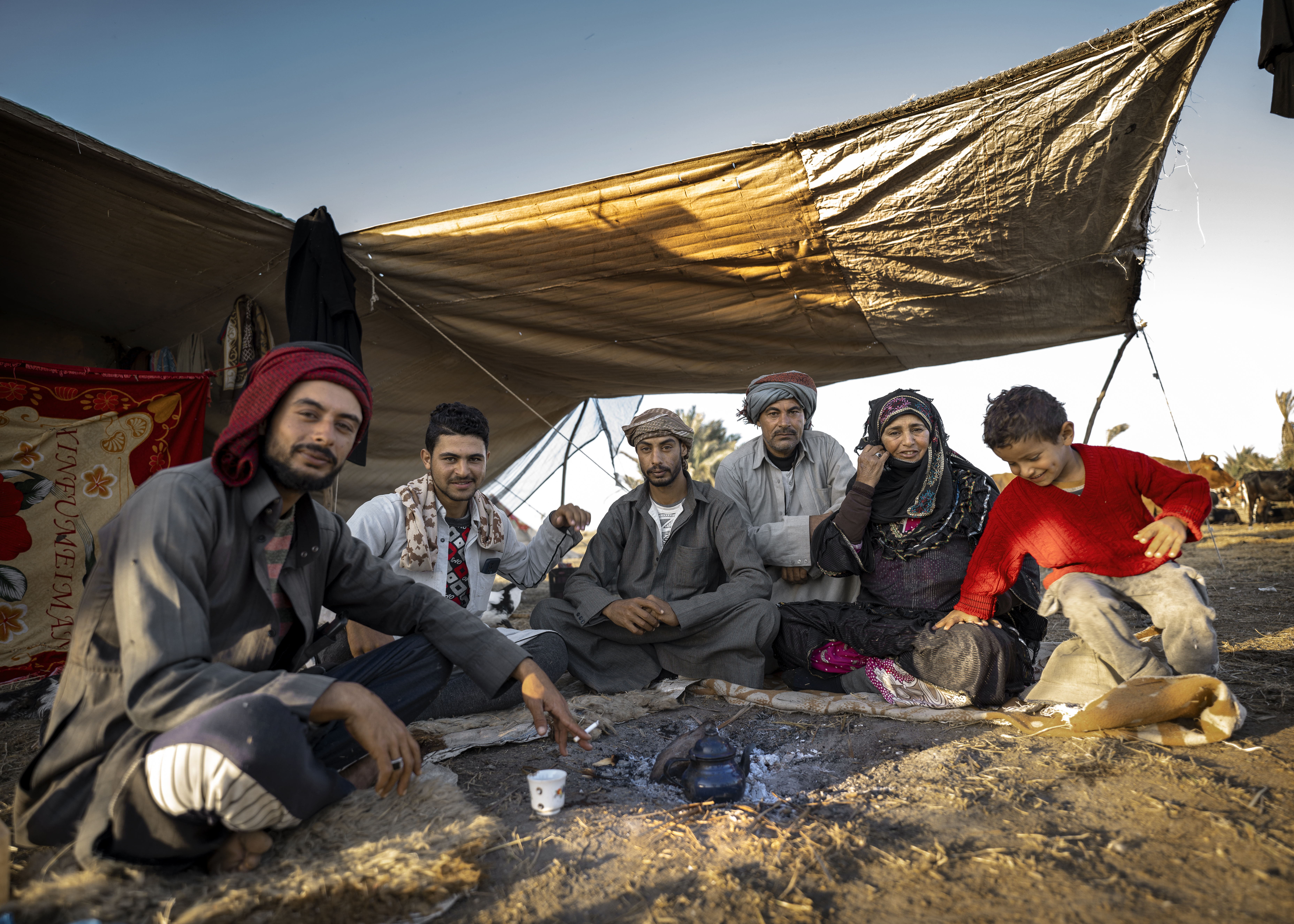
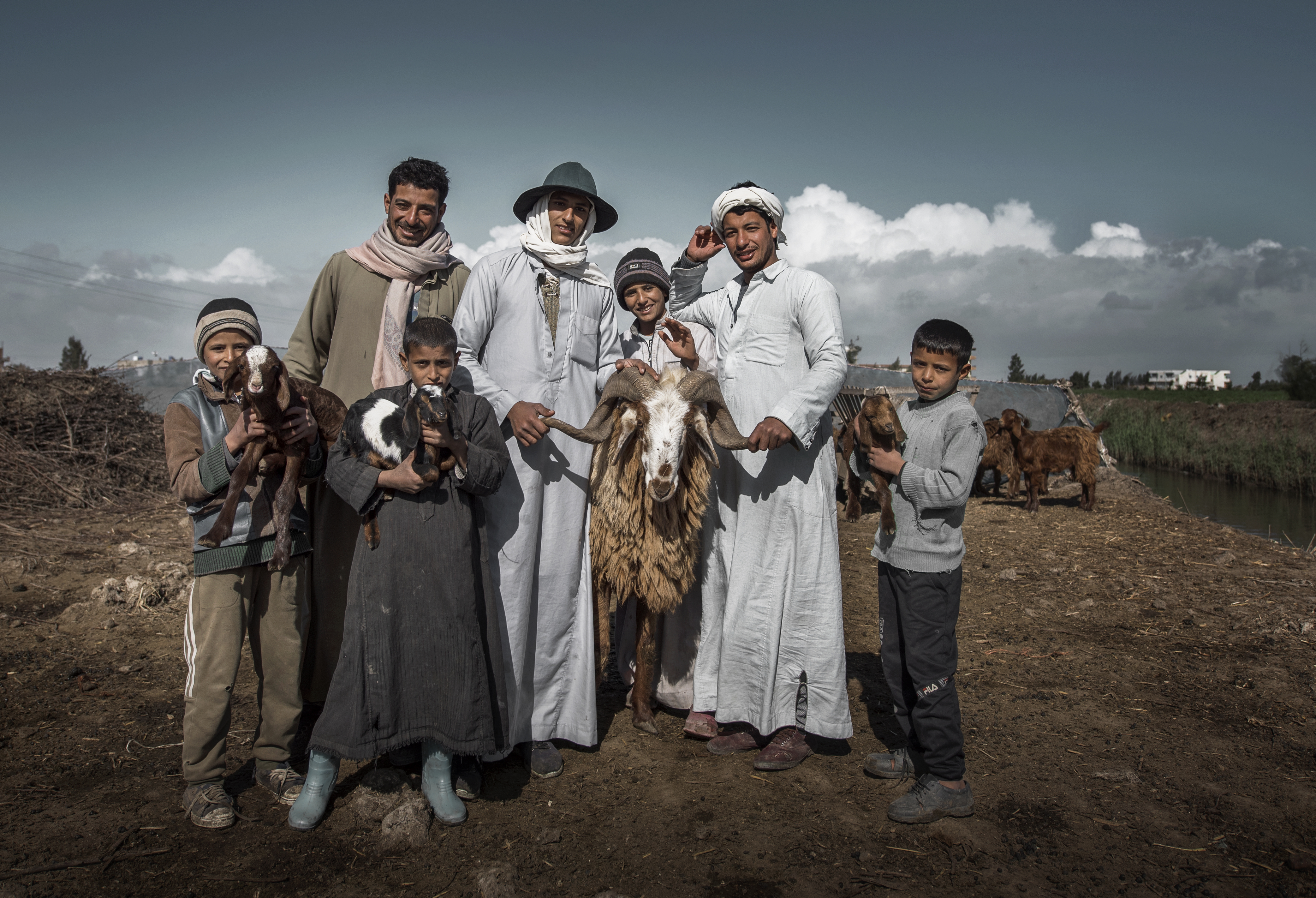
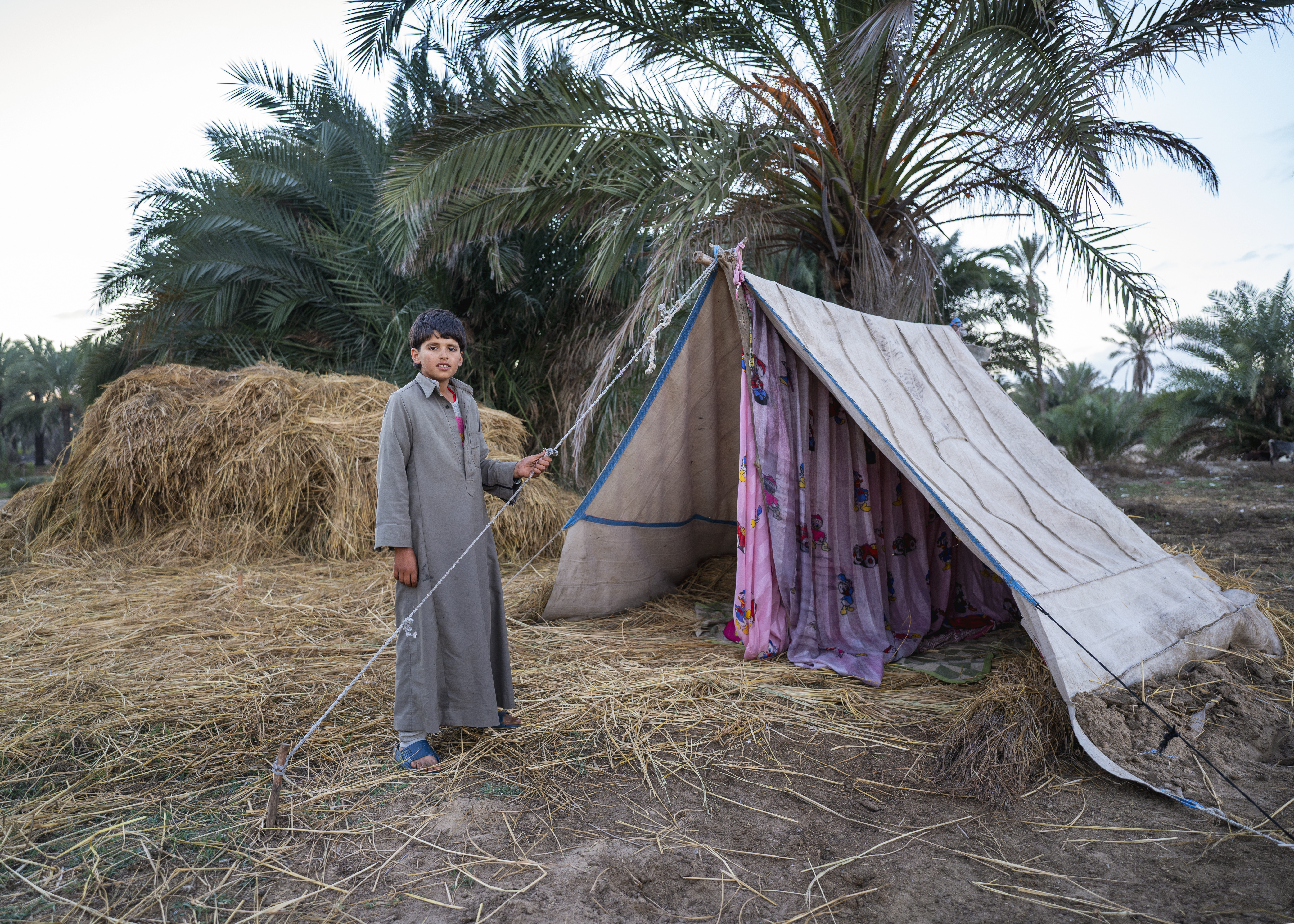
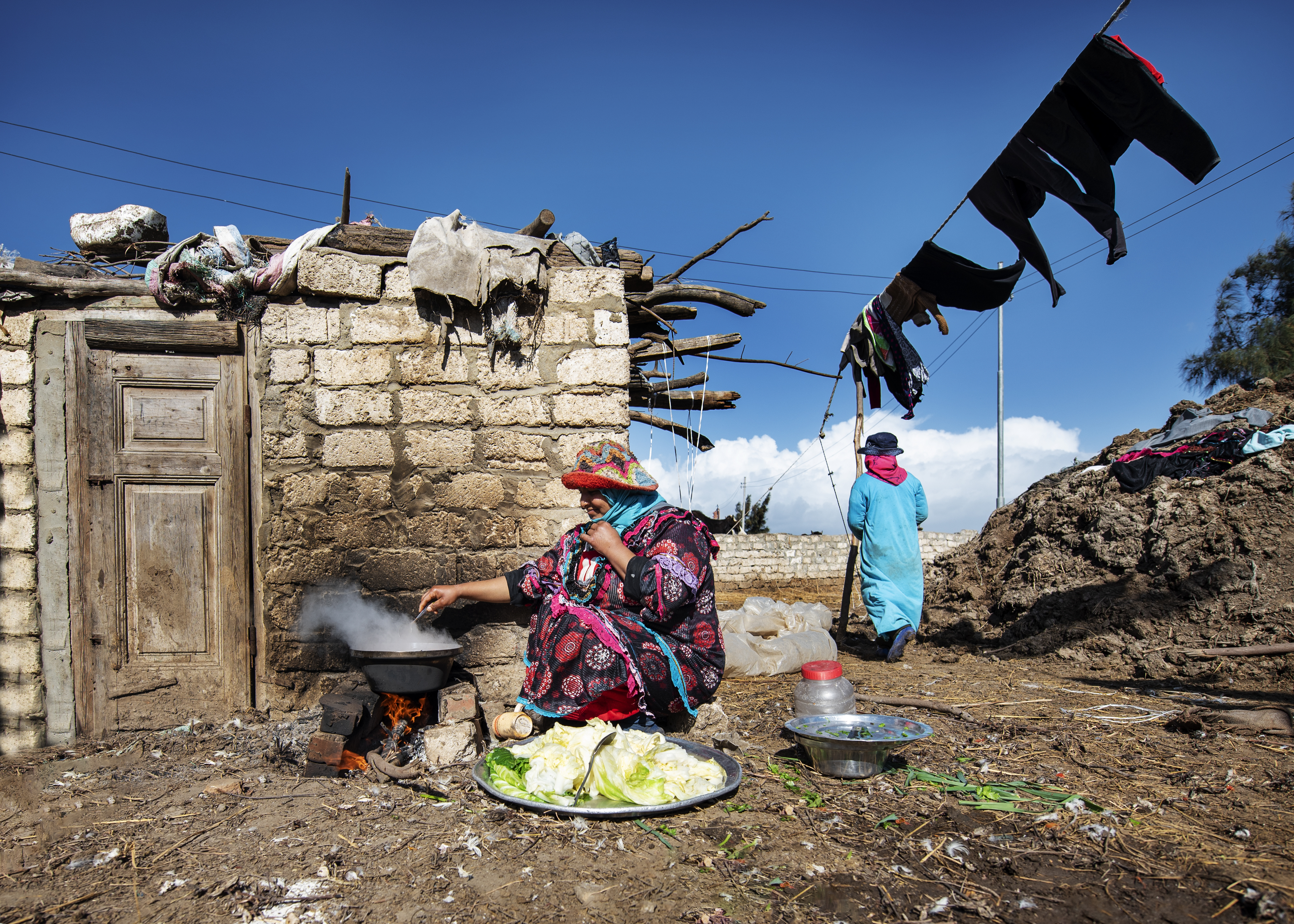
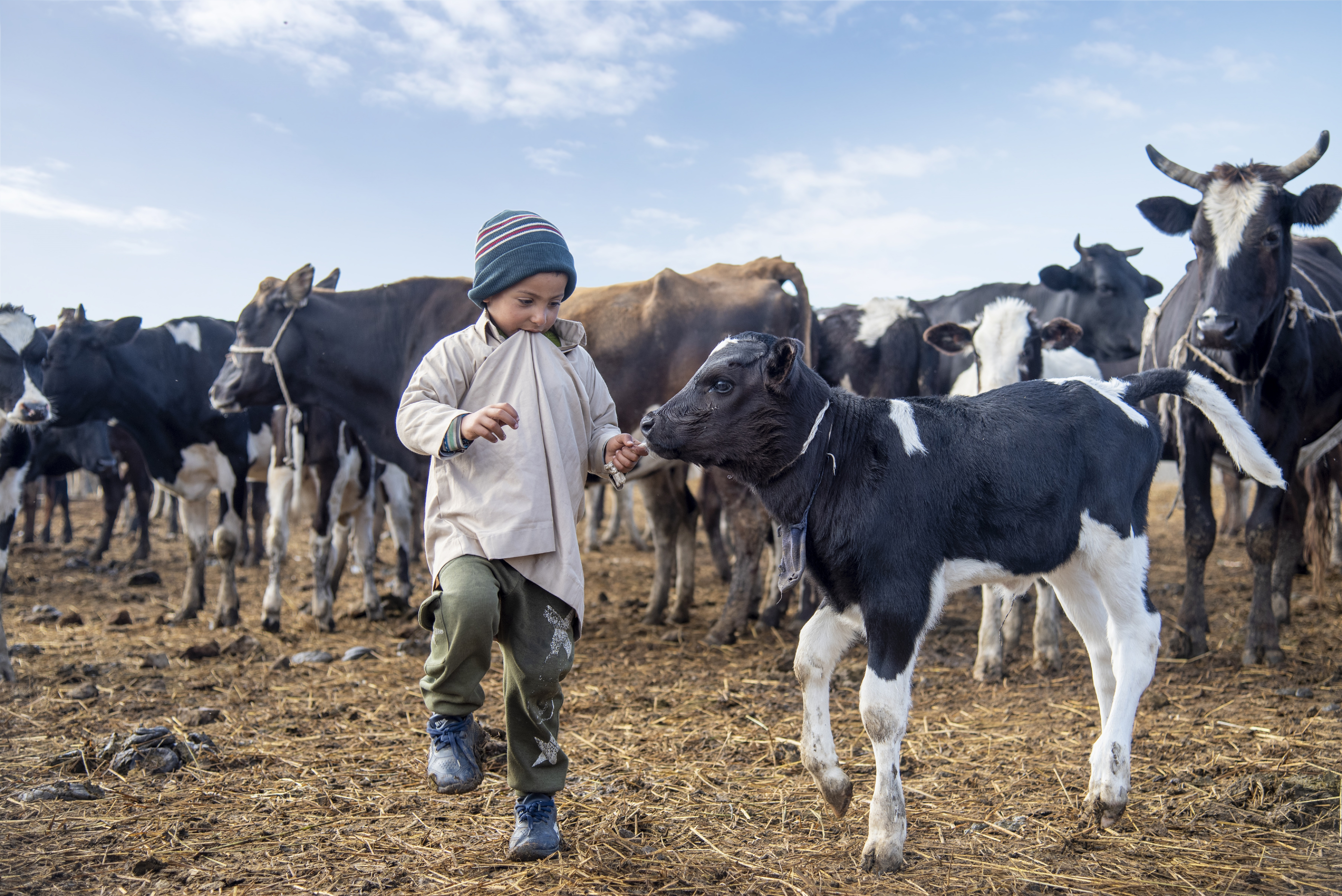
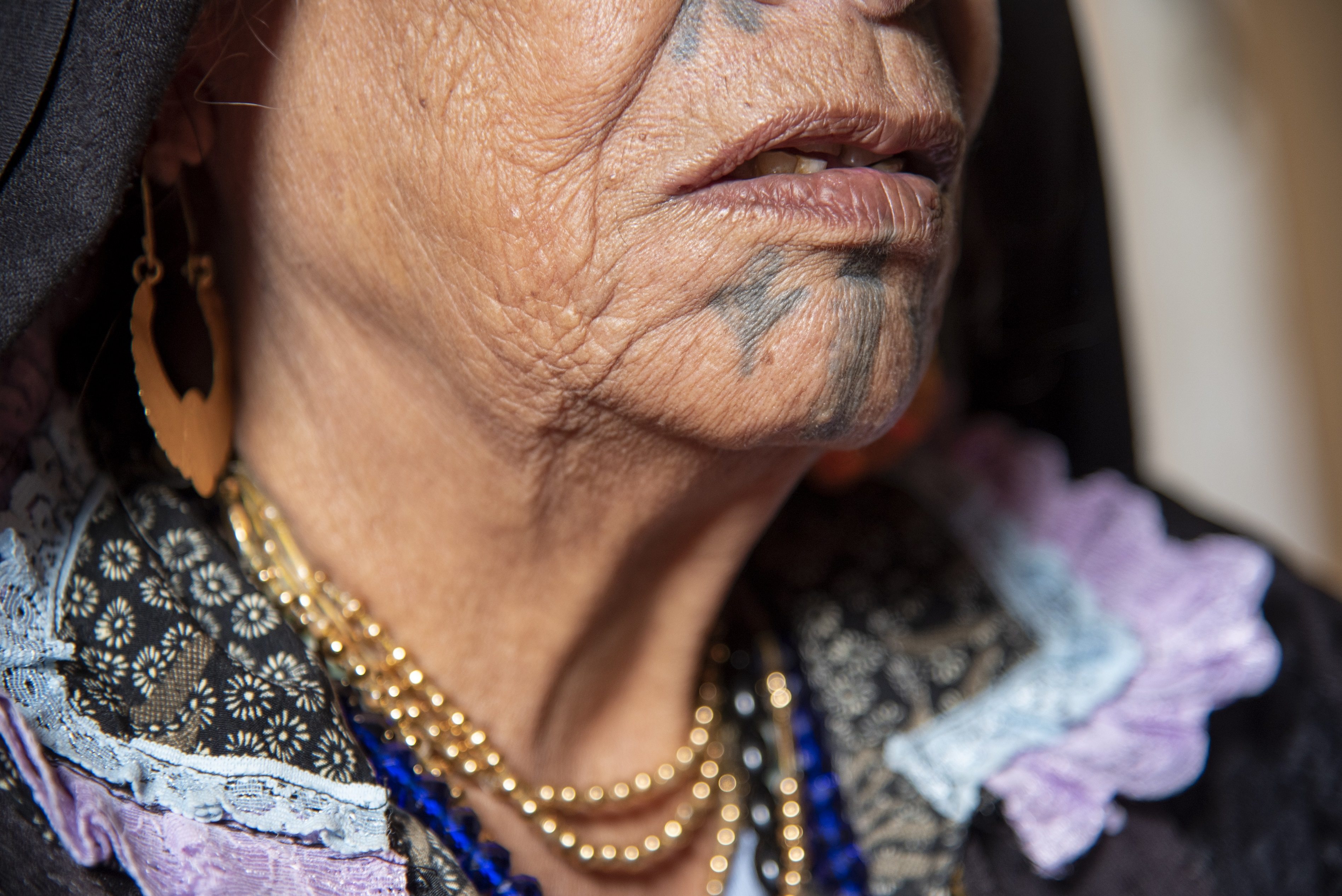
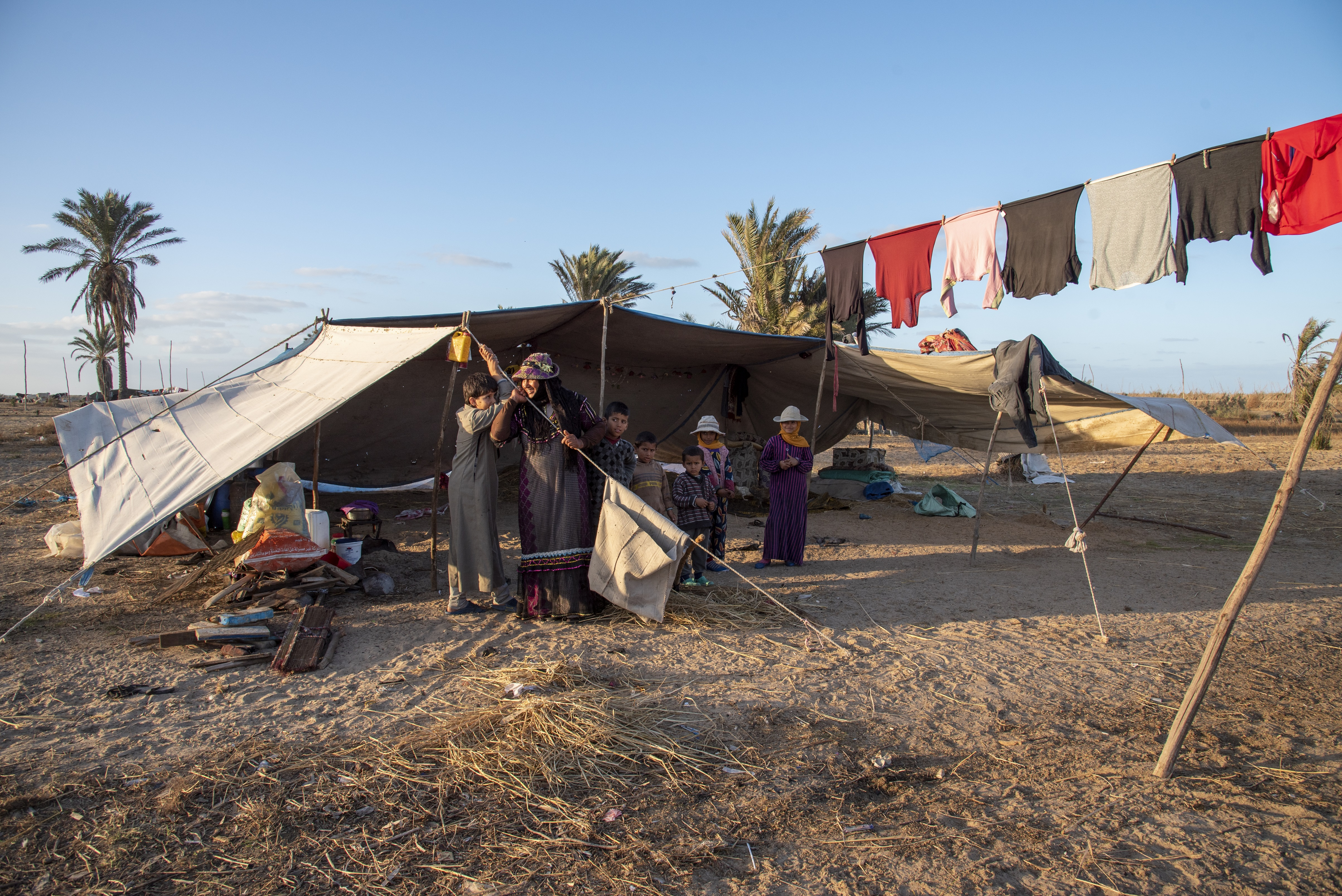

## من مشاهير الغجر في مصر
- الريس متقال
- الريس شمندي
- خضرة محمد خضر